# Раздольное (Красноярский край)
Раздо́льное — посёлок в Большемуртинском районе Красноярского края. Административный центр Раздольненского сельсовета.

## География
Посёлок находится в центральной части Красноярского края, в подтаёжно-лесостепном районе лесостепной зоны, на берегах реки Большая Бобровка, при автодороге 04К-044, на расстоянии приблизительно 35 км (по прямой) к северу от Большой Мурты, административного центра района. Абсолютная высота — 174 м над уровнем моря.
Климат
Климат характеризуется как резко континентальный, с продолжительной морозной зимой и коротким тёплым летом. Средняя температура воздуха самого тёплого месяца (июля) составляет 17,8 °C (абсолютный максимум — 38 °C); самого холодного (января) — −20,4 °C (абсолютный минимум — −60 °C). Среднегодовое количество атмосферных осадков составляет 350 мм. Снежный покров держится в течение 180 дней.

## Население
| 2010 |
| ---- |
| 521  |

Половой состав
По данным Всероссийской переписи населения 2010 года, в гендерной структуре населения мужчины составляли 47,8 %, женщины — соответственно 52,2 %.
Национальный состав
Согласно результатам переписи 2002 года, в национальной структуре населения русские составляли 79 % из 500 чел.